# Stade M. A. Chidambaram
 (mars 2025).
Le stade M. A. Chidambaram (en tamoul : சேப்பாக்கம் துடுப்பாட்ட அரங்கம், en hindi : चेपौक स्टेडियम, et en anglais : M. A. Chidambaram Stadium), aussi connu sous le nom de stade Chepauk (en anglais : Chepauk Stadium), est un stade de cricket situé à Chennai en Inde.
Construit à Chepauk en 1916, il est le plus vieux stade de cricket du pays dont l'activité a été continue. Nommé d'après l'ancien président du Board of Control for Cricket in India (BCCI) M. A. Chidambaram (en), le stade accueille la sélection étatique du Tamil Nadu (en) et de l'équipe des Chennai Super Kings qui évolue en Indian Premier League (IPL).
La capacité actuelle du stade est de 38 000 places.

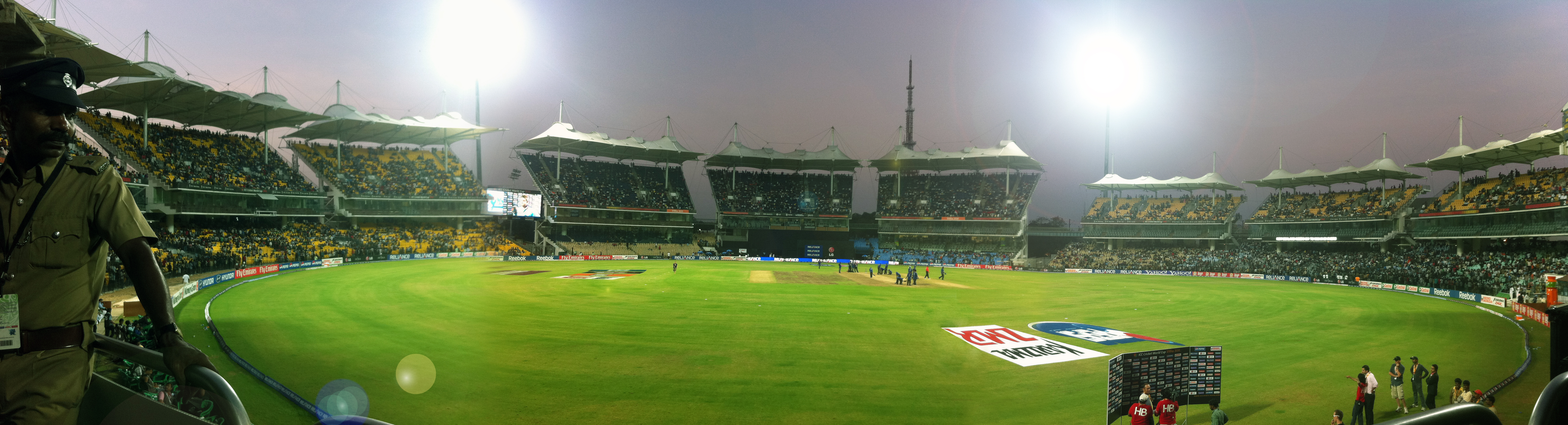
Stade M. A. Chidambaram.